# SEPT2
SEPT2 (англ. Septin 2) – білок, який кодується однойменним геном, розташованим у людей на короткому плечі 2-ї хромосоми.  Довжина поліпептидного ланцюга білка становить 361 амінокислот, а молекулярна маса — 41 487.
| 10         |  | 20         |  | 30         |  | 40         |  | 50         |
| ---------- |  | ---------- |  | ---------- |  | ---------- |  | ---------- |
| MSKQQPTQFI |  | NPETPGYVGF |  | ANLPNQVHRK |  | SVKKGFEFTL |  | MVVGESGLGK |
| STLINSLFLT |  | DLYPERVIPG |  | AAEKIERTVQ |  | IEASTVEIEE |  | RGVKLRLTVV |
| DTPGYGDAIN |  | CRDCFKTIIS |  | YIDEQFERYL |  | HDESGLNRRH |  | IIDNRVHCCF |
| YFISPFGHGL |  | KPLDVAFMKA |  | IHNKVNIVPV |  | IAKADTLTLK |  | ERERLKKRIL |
| DEIEEHNIKI |  | YHLPDAESDE |  | DEDFKEQTRL |  | LKASIPFSVV |  | GSNQLIEAKG |
| KKVRGRLYPW |  | GVVEVENPEH |  | NDFLKLRTML |  | ITHMQDLQEV |  | TQDLHYENFR |
| SERLKRGGRK |  | VENEDMNKDQ |  | ILLEKEAELR |  | RMQEMIARMQ |  | AQMQMQMQGG |
| DGDGGALGHH |  | V          |  |            |  |            |  |            |

A: Аланін

C: Цистеїн

D: Аспарагінова кислота

E: Глутамінова кислота

F: Фенілаланін

G: Гліцин

H: Гістидин

I: Ізолейцин

K: Лізин

L: Лейцин

M: Метіонін

N: Аспарагін

P: Пролін

Q: Глутамін

R: Аргінін

S: Серин

T: Треонін

V: Валін

W: Триптофан

Задіяний у таких біологічних процесах як клітинний цикл, поділ клітини, мітоз, диференціація, сперматогенез. 
Білок має сайт для зв'язування з нуклеотидами, ГТФ. 
Локалізований у клітинній мембрані, цитоплазмі, цитоскелеті, мембрані, клітинних відростках, хромосомах, центромерах, кінетохорі.